# Нові Мости (Куявсько-Поморське воєводство)
Нові Мости (пол. Nowe Mosty) — село в Польщі, у гміні Ласін Ґрудзьондзького повіту Куявсько-Поморського воєводства.
Населення — 244 особи (2011).
У 1975-1998 роках село належало до Торунського воєводства.

## Демографія
Демографічна структура станом на 31 березня 2011 року:
|          | Загалом | Допрацездатний вік | Працездатний вік | Постпрацездатний вік |
| -------- | ------- | ------------------ | ---------------- | -------------------- |
| Чоловіки | 123     | 23                 | 94               | 6                    |
| Жінки    | 121     | 30                 | 74               | 17                   |
| Разом    | 244     | 53                 | 168              | 23                   |